# کانویر مدل ۱۱۸
کانویر مدل ۱۱۸ کانویرکار(به انگلیسی: Convair Model 118 ConvAirCar) (همچنین به عنوان خودروی پرنده هال شناخته می‌شود) یک نمونه اولیه ماشین پرنده بود که دو عدد از آن ساخته شد. بازار هدف اصلی آن مصرف‌کننده تجاری ئر نظر گرفته شده بود. دو نمونه از این هواپیما ساخته شد و به پرواز درآمد. اولین نمونه در یک تصادف به دلیل اتمام سوخت سقوط کرد. پس از آن، نمونه دوم از هواپیمای آسیب دیده بازسازی شد و به پرواز درآمد. در آن زمان، پروژه با استقبال اندکی مواجه شد و برنامه توسعه آن اندکی بعد به پایان رسید.

## مشخصات فنی (مدل ۱۱۸)
داده‌ها از General Dynamics Aircraft and their Predecessors
ویژگی‌های عمومی
- خدمه: یک
- ظرفیت: سه مسافر
- پهنای بال: ۳۴ فوت ۵ اینچ (۱۰٫۴۹ متر)
- ارتفاع: ۸ فوت ۴ اینچ (۲٫۵۴ متر)
- وزن خالی: ۱٬۵۲۴ پوند (۶۹۱ کیلوگرم)
- وزن ناخالص: ۲٬۵۵۰ پوند (۱٬۱۵۷ کیلوگرم)
- پیشرانه: ۱ عدد موتور flat-six هواخنک Lycoming O-435C, ۱۹۰ اسب بخار (۱۴۰ کیلووات)
- پیشرانه: ۱ عدد موتور هواخنک Crosley, ۲۵ اسب بخار (۱۹ کیلووات)   (به بدنه خودرو نیرو می‌داد)

عملکرد
- سرعت کروز: ۱۲۵ مایل بر ساعت (۲۰۱ کیلومتر بر ساعت، ۱۰۹ گره) [۱]